# Denis Butz
Denis William Butz (* 2. März 1989) ist ein deutscher American-Football-Spieler auf der Position des Defensive und Nose Tackles.

## Werdegang
Butz begann 2006 bei den Prague Lions mit dem American Football. Von 2007 bis 2009 spielte er für die Munich Cowboys. Butz debütierte in der GFL-Saison 2008 auf Herrenebene. Am ersten Spieltag der Saison 2009 verletzte sich Butz in Berlin gegen die Adler schwer und musste vom Krankenwagen abtransportiert werden. Aufgrund seiner Verletzungen legte er eine Karrierepause ein. 2013 kehrte er zum Football zurück und lief zwei Saisons für die München Rangers auf. Zur Saison 2015 schloss er sich erneut den Munich Cowboys an. In 13 Spielen gelangen ihm 39 Tackles, davon elf für Raumverlust und drei Sacks.
2017 wechselte er zu den Swarco Raiders Tirol nach Innsbruck. In den folgenden Jahren gewann er mit dem Team sowohl dreimal den CEFL Bowl als auch dreimal die österreichische Meisterschaft. Darüber hinaus war er im European Superfinal und im ECTC-Final erfolgreich, für die sich die Raiders als CEFL-Sieger qualifiziert hatten. Für die Saison 2022 unterschrieb Butz einen Vertrag bei den Raiders Tirol, die 2022 erstmals als Franchise in der European League of Football antraten. Butz war Stammspieler als Defensive Tackle. In zwölf Spielen erzielte er 28 Tackles. Mit den Raiders erreichte er das Halbfinale, das jedoch gegen die Hamburg Sea Devils verloren ging. Am 7. Februar 2023 gaben die Raiders die Verlängerung mit Butz bekannt. Nach einer kurzen Saison aufgrund eines Syndesmoserisses kehrte Butz auch für seine dritte Saison in der ELF zu den Innsbruckern zurück.

## Erfolge
- Österreichischer Staatsmeister (2018, 2019, 2021)
- Central European Football League Meister (2017, 2018, 2019)
- European Superfinal Sieger (2018)
- ECTC-Final Sieger (2019)

## Statistiken
| Jahr                            | Team             | Spiele | Starts | Tackles | Tackles | Tackles | Tackles | Tackles | Passverteidigung | Passverteidigung | Passverteidigung | Passverteidigung | Fumbles | Fumbles | Fumbles |
| Jahr                            | Team             | Spiele | Starts | Total   | Solo    | Ast     | TFL     | Sack    | INT              | Yds              | TD               | BrUp             | FF      | FR      | TD      |
| ------------------------------- | ---------------- | ------ | ------ | ------- | ------- | ------- | ------- | ------- | ---------------- | ---------------- | ---------------- | ---------------- | ------- | ------- | ------- |
| European League of Football     |                  |        |        |         |         |         |         |         |                  |                  |                  |                  |         |         |         |
| 2022                            | Raiders Tirol    | 12     | 11     | 28      | 15      | 13      | 2,5     | 0,0     | 0                | 0                | 0                | 0                | 0       | 1       | 0       |
| 2023                            | Raiders Tirol    | 7      | 6      | 11      | 5       | 6       | 0,5     | 0,0     | 0                | 0                | 0                | 0                | 0       | 0       | 0       |
| 2024                            | Frankfurt Galaxy | 6      | 0      | 9       | 4       | 5       | 2,0     | 1,0     | 0                | 0                | 0                | 0                | 0       | 0       | 0       |
| ELF Gesamt                      | ELF Gesamt       | 25     | 17     | 48      | 24      | 24      | 5,0     | 1,0     | 0                | 0                | 0                | 0                | 0       | 1       | 0       |
| Quellen: sportsmetrics.football |                  |        |        |         |         |         |         |         |                  |                  |                  |                  |         |         |         |

## Sonstiges
Butz betreibt den YouTube-Kanal „RealButzReport“.